# Campionati statunitensi di sci alpino 1981
I Campionati statunitensi di sci alpino 1981 si disputarono ad Aleyska; furono assegnati i titoli di discesa libera, slalom gigante e slalom speciale, sia maschili sia femminili.

## Risultati
| Specialità      | Uomini                 | Donne           |
| --------------- | ---------------------- | --------------- |
| Discesa libera  | ?                      | Holly Flanders  |
| Slalom gigante  | Phil Mahre             | Tamara McKinney |
| Slalom speciale | Phil Mahre Steve Mahre | Cindy Nelson    |